# Jamie Clarkston Collins
Jay Laray (Jamie) Clarkston Collins (1950) is een Schots songwriter. Zijn werk werd opgenomen door artiesten als Justin and Wylde, The Cats, The Lords en Danny Williams.

## Biografie
Collins schreef als vijftienjarige liedjes met zijn schoolkameraad Jack Green. Ze werden ontdekt door een muziekuitgever in Londen en kregen beide eind jaren zestig een contact aangeboden. Samen schreven ze rond honderd nummers, waarvan er een aantal op de Nederlandse en Duitse markt verschenen. Een van die nummers was Blue horizon dat op de B-kant van singles kwam van de Nederlandse Cats en de Duitse Lords.
In de eerste helft van de jaren zeventig schreef hij veel samen met Louis Serghe, onder meer voor het duo Justin and Wylde. Op de A-kant van een single belandden bijvoorbeeld nummers als All alone (1972), Man's eternal fight (1973) en It doesn't really matter now (1975). Het laatste nummer werd dat jaar nog gecoverd door de Zuid-Afrikaanse popzanger Danny Williams.
In de jaren negentig schreef hij mee aan veertien van de achttien nummers van het album Into infinity (1995) van de Jerico Of The Angels (Jerico DeAngelo). Ook speelde hij zelf op enkele nummers mee als zanger en gitarist en nam hij de mixage van het album voor zijn rekening.